# Shishiga
La misma criatura es importante para la gente Komi. Se supone que ella vive en el río Kama y a veces sale a la orilla para peinar su cabello. Quien la vea se ahogará pronto o morirá por alguna otra causa.